# Анси-сюр-Мозель
Анси́-сюр-Мозе́ль (фр. Ancy-sur-Moselle) — упразднённая коммуна на северо-востоке Франции в регионе Лотарингия, департамент Мозель, округ Мец, кантон Кото-де-Мозель. До марта 2015 года коммуна административно входила в состав упразднённого кантона Арс-сюр-Мозель. В результате административной реформы 1 января 2016 года произошло упразднение и слияние коммун Анси-сюр-Мозель и Дорно в новую коммуну Анси-Дорно.

## Географическое положение
Анси-сюр-Мозель состоит из трёх небольших поселений Ронжевиль на севере, Нарьян в центральной части и Ле-Шен на юге. Расположен в 280 км к востоку от Парижа и в 12 км к юго-западу от Меца.
Площадь коммуны — 9,12 км², население — 1414 человек (2006) с тенденцией к стабилизации: 1408 человек (2013), плотность населения — 154,4 чел/км². Ранее входила в состав Лотарингии.

## История
- Из местных каменоломен древние римляне добывали камень для постройки акведука Anceiacum, упоминаемого в 875 году.
- Принадлежал епископату Меца.
- В 1444 году Рене Анжуйский и король Франции Карл VII осадили Анси-сюр-Мозель в ходе войны против Меца.
- В 1490 году герцог Лотарингии Рене II осадил и разорил город.
- В ходе Второй мировой войны в сентябре 1944 года здесь развернулись события битвы за Мец.

## Население
Численность населения коммуны в 2008 году составляла 1421 человек, в 2011 году — 1407 человек, а в 2013-м — 1408 человек.
| 1962 | 1968 | 1975 | 1982 | 1990 | 1999 | 2006 | 2008 | 2011 | 2013 |
| ---- | ---- | ---- | ---- | ---- | ---- | ---- | ---- | ---- | ---- |
| 1164 | 1216 | 1283 | 1288 | 1339 | 1475 | 1414 | 1421 | 1407 | 1408 |

Динамика населения:

## Экономика
В 2010 году из 936 человек трудоспособного возраста (от 15 до 64 лет) 690 были экономически активными, 246 — неактивными (показатель активности 73,7 %, в 1999 году — 72,2 %). Из 690 активных трудоспособных жителей работали 647 человек (329 мужчин и 318 женщин), 43 числились безработными (25 мужчин и 18 женщин). Среди 246 трудоспособных неактивных граждан 100 были учениками либо студентами, 94 — пенсионерами, а ещё 52 — были неактивны в силу других причин.

## Достопримечательности (фотогалерея)
- Следы галло-романской культуры.
- Древнеримский акведук Горз в Меце, остатки.
- Замок дю Брёй в Ле-Шен, XVII век, руины.
- Замок дю Солси, XVIII век.
- Руины замка д’Анси.
- Форт Дриан.
- Вокзал Анси-сюр-Мозель.
- Немецкое военное кладбище войны 1870—1871 годов.
- Церковь Нотр-Дам-д’Ассомпсьон, романская церковь XII века, реконструирована в XV—XVI веках.
- Оссуарий XVII века.

- Руины шато д'Анси
- Церковь Нотр-Дам